# LittleBigPlanet PS Vita
LittleBigPlanet PS Vita – gra wideo wydana we wrześniu 2012 roku przez Sony Computer Entertainment na konsolę PlayStation Vita. Producentami gry są Double Eleven, Tarsier Studios i XDev. Gra została nazwana platformą gier, ponieważ twórcy dają graczom możliwość tworzenia własnych gier.

## Rozgrywka
Rozgrywka jest podobna do rozgrywki w LittleBigPlanet 2. Gracz kontroluje postać Sackboya, którego może ubierać wedle własnych upodobań. Produkcja zawiera wprowadzone w LBP 2  gadżety, czyli:
- Kreatynator – kask, który przypomina hełm górniczy z lufą pośrodku. Można z niej strzelać ogniem, wodą, plazmą itp.
- Chwytonatory – dają nam możliwość podnoszenia wszystkiego, co da się chwycić.
- Kotwiczka – wystrzeliwuje linkę, która może zaczepić się o coś, co można chwycić.

### Edytor plansz
Jest identyczny jak w LBP 2. Zawiera m.in.
- Sackboty – roboty, którym można zaprogramować: ruch (można podpiąć do Kontrolinatora, nagrać ruch lub ustawić, czy ma uciekać czy śledzić gracza), sztuczną inteligencję, wygląd wybranej szmacianki lub jednego z graczy.
- Kontrolinator – narzędzie umożliwiające uruchamianie, przesuwanie, zmienianie przedmiotów itd. przy użyciu wybranego przycisku kontrolera.
- Sekwencer – uruchamia urządzenia (np. przełączniki) w określonym czasie.
- Muzyczny sekwencer – narzędzie do tworzenia muzyki przy użyciu różnych instrumentów.
- Czasomierz – przełącznik, który uruchamia się po wybranym czasie.
- Licznik – przełącznik, który uruchamia się, gdy warunek (np. chwycenie innego przełącznika) zostanie spełniony określoną liczbę razy.
- Platforma skoku – kiedy na nią wskoczymy, wystrzeliwuje nas na dostosowaną wysokość.

Oraz różne narzędzia logiki.

## Fabuła
Kampania gry opowiada o Lalkarzu, który opanował planetę o nazwie Carnivalia przy pomocy armii drewnianych marionetek zwanych Wydrążkami. Zostały one przez niego stworzone jako zamienniki kukiełek, które wyrzucił z powodu poniżenia jakiego doświadczył w czasie pracy z nimi w cyrku. Aby powstrzymać zagrożenie, Sackboy podróżuje przez różne miejsca, takie jak La Marionetta czy Jackpot City i spotyka różne postacie, które pomagają mu dotrzeć do Upiornej Rezydencji, w której mieszka Lalkarz.
Kiedy dociera do rezydencji, odkrywa, że Lalkarz został schwytany przez Wydrążki i nie ma nad nimi żadnej władzy. Po tym, jak zostaje uratowany przez Sackboya, wyjawia, że jego armia była jedynie niechcianym tworem stworzonym podczas próby odtworzenia jego marionetkowych przyjaciół. Z powodu narastającej goryczy z powodu ciągłego przebywania za kulisami, wyrzucił je, a kiedy później próbował je znaleźć, wyrzucił je, a kiedy później próbował je znaleźć, uronił łzę, która uczyniła je w pełni żywymi. Lalkarz jest zachwycony ponownym spotkaniem ze swoimi żywymi przyjaciółmi, a potem śmieją się tak mocno, że Wydrążki wracają do swoich pierwotnych form, a Carnivalia zostaje ocalona.

## Obsada
- Paweł Szczesny – Narrator
- Wojciech Machnicki – Pułkownik Poplątek
- Joanna Pach – Marianna Noisette
- Agnieszka Żulewska – Pani Wesołowska
- Andrzej Blumenfeld – Lalkarz
- Mirosław Wieprzewski – Niesamowity Otis